# Palaeocentrotus
Palaeocentrotus è un genere estinto di pesci ossei appartenente all’ordine dei Lampriformes, noto esclusivamente dalla Formazione di Fur, in Danimarca, e rappresentato da una singola specie, Palaeocentrotus boeggildi.

## Descrizione
Palaeocentrotus boeggildi è un lampridiforme fossile caratterizzato da un corpo compatto, una pinna dorsale molto sviluppata e da tratti morfologici che richiamano i rappresentanti moderni dei Lampridae (es. Lampris guttatus). I fossili noti sono in eccezionale stato di conservazione, con resti articolati che mostrano chiaramente le ossa craniche, i raggi delle pinne e, talvolta, tracce di tessuti molli.
Il cranio presenta tratti che confermano la sua appartenenza ai lampridiformi, tra cui un neurocranio espanso e una mandibola sottile. Le ossa dermiche sono ornamentate e ben mineralizzate. 

## Classificazione
Palaeocentrotus boeggildi venne descritto per la prima volta da Kuhne nel 1941, sulla base di un fossile ritrovato nella formazione di Fur in Danimarca. Lo studioso lo attribuì agli Zeiformi, ma successive ricerche hanno indicato la sua appartenenza ai Lampriformes.

## Contesto geologico
Tutti gli esemplari conosciuti provengono dalla Formazione di Fur, una formazione sedimentaria dell’Eocene inferiore (circa 55 milioni di anni fa), composta principalmente da argille ricche di diatomee. Questo ambiente di deposizione marina è noto a livello mondiale per la straordinaria conservazione di pesci fossili, insetti e uccelli.
Palaeocentrotus rappresenta il primo lampridiforme descritto da questa formazione, e fino alla scoperta di Iratusichthys ulrikii dalla vicina Formazione di Ølst, era l’unico rappresentante del suo ordine documentato nell’area.

## Significato paleontologico
Palaeocentrotus boeggildi è importante per comprendere l'evoluzione dei lampridiformi durante l'inizio dell’Eocene. Il suo eccezionale stato di conservazione permette confronti dettagliati con forme moderne e contribuisce a chiarire la morfologia cranica e la disposizione delle pinne nei lampridiformi fossili.